# Императорски гробници на династиите Мин и Цин
Императорски гробници на династиите Мин и Цин (на китайски: 明清皇家陵寢) е обект на Световното наследство на ЮНЕСКО, включващ 14 гробници, разпръснати на различни места в източен и североизточен Китай.
Гробниците са строени между 1368 и 1915 година и в тях са погребани императори от династиите Мин и Цин. Разположени са в Пекин и провинциите Хъбей, Хубей, Дзянсу и Ляонин. Обектът на ЮНЕСКО е създаден през 2000 година с три групи гробници и е разширяван през 2003 и 2004 година с добавяне на допълнителни съоръжения.